# Федорченко Сергій Сергійович
Сергі́й Сергі́йович Федо́рченко — старший солдат Збройних сил України, учасник російсько-української війни.

## Короткий життєпис
Закінчив Ерастівський сільськогосподарський технікум, агроном. Пройшов службу в армії, влаштувався на роботу у радгосп «Жовторічанський», працював протягом 2002—2009 років. 2010 року прийшов працювати на підприємство ТОВ «Восток-Руда», машиніст насосних установок ділянки № 25, збагачувальна фабрика цеху переробки руд.
Мобілізований в травні 2014-го, стрілець, 40-й окремий мотопіхотний батальйон — 17-та окрема танкова бригада.
12 лютого 2015-го загинув на опорному пункті «Мойша» — східна околиця Дебальцевого.
Похований у місті Жовті Води 25 лютого 2015-го.
Без Сергія залишилися дружина, двоє дітей.

## Нагороди та вшанування
За особисту мужність і героїзм, виявлені у захисті державного суверенітету та територіальної цілісності України, вірність військовій присязі під час російсько-української війни, відзначений — нагороджений
- 27 червня 2015 року — орденом «За мужність» III ступеня
- «Іловайським Хрестом» (посмертно).